# Gymnoclinus
Gymnoclinus is een monotypisch geslacht van straalvinnige vissen uit de familie van de stekelruggen (Stichaeidae).

## Soort
- Gymnoclinus cristulatus Gilbert & Burke, 1912